# A Promise
A Promise es una película de drama romántico dirigida por Patrice Leconte y escrita por Patrice Leconte y Jérôme Tonnerre. La historia está basada en la novela de Stefan Zweig, Journey into the Past y está protagonizada por Rebecca Hall, Alan Rickman, Richard Madden, y Maggie Steed. Se proyectó en la sección de Presentación Especial en el Festival de Cine Internacional de Toronto de 2013.

## Argumento
Alemania, 1912, un ingeniero recientemente graduado con orígenes modestos, Friedrich Zeitz, se convierte en la mano derecha del anciano magnate Karl Hoffmeister. Cuando el estado de salud degradante de Hoffmeister comienza a confinarlo permanentemente a su casa, Friedrich tiene que visitarlo en su casa para ser informado. Por ello Friedrich entabla una relación con la joven esposa de Hoffmeister, Charlotte, una mujer hermosa y reservada en sus tempranos 30 años. De inmediato se enamora de ella y lucha contra sus crecientes sentimientos no correspondidos hacia ella, sin darse cuenta de que en realidad si son correspondidos. Tan pronto revelan su mutua atracción el uno hacia el otro, Friedrich tiene que salir del país para representar a Hoffmeister en el extranjero. El estallido de la Primera Guerra Mundial le mantiene fuera de Alemania por un largo tiempo. Sólo después del fin de la guerra y muchos años de separación, Friedrich y Charlotte son capaces de reunirse.

## Reparto
| Actor             | Personaje                     |
| ----------------- | ----------------------------- |
| Rebecca Hall      | Charlotte Hoffmeister         |
| Alan Rickman      | Karl Hoffmeister              |
| Richard Madden    | Friedrich Zeitz               |
| Maggie Steed      | Frau Hermann                  |
| Shannon Tarbet    | Anna                          |
| Jean-Louis Sbille | Hans                          |
| Toby Murray       | Otto Hoffmeister              |
| Christelle Cornil | Empleada de la oficina postal |
| Jonathan Sawdon   | ingeniero                     |